# Mark Bult
Mark Bult (* 7. September 1982 in Emmen, Niederlande) ist ein ehemaliger niederländischer Handballspieler. Er spielte zuletzt bei der SG Flensburg-Handewitt in der 1. Handball-Bundesliga und lief für die niederländische Nationalmannschaft auf.
Vier Jahre spielte er bei der HSG Nordhorn. Auf seiner Spielposition im rechten Rückraum hatte er dort allerdings stets Holger Glandorf vor sich, weshalb er zur Saison 2007/08 zum Aufsteiger Füchse Berlin wechselte.
Von Juli bis September 2010 lief Bult für den polnischen Erstligisten KS Vive Kielce auf, kehrte dann aber nach Berlin zurück. Zur Saison 2013/14 wechselte Bult zum VfL Gummersbach.
Im Januar 2017 verpflichtete ihn die SG Flensburg-Handewitt als Ersatz für den langzeitverletzten Johan Jakobsson. Ab der Saison 2017/18 war er Co-Trainer in Flensburg. Im April 2023 übernahm er nach der Freistellung des bisherigen Trainers Maik Machulla vorübergehend das Amt des Cheftrainers.
Seit der Saison 2024/25 ist Bult Cheftrainer beim Zweitligisten HSG Nordhorn-Lingen.